# My Nintendo
A My Nintendo egy hűségprogram, amit a Nintendo hozott létre a Club Nintendo utódaként. A rendszerrel a játékosok pontokat szerezhetnek szoftver használata vagy játékvásárlás által, amiket elkölthetnek például játékok digitális vásárlására. A program 2016 márciusában indult, amikor a Nintendo kiadta első mobil appját a Miitomót.
A My Nintendo eredetileg a Nintendo of America regisztrációs programjának a neve volt, ami 2002-ben indult el. Ez által a felhasználók regisztrálhatták saját játékaikat és konzoljaikat a Nintendo weboldalán a termékeiken megtalálható nyomtatott kód által. A kiválasztott fizikai jutalmak lehetőségei attól függtek, hogy melyik vagy mennyi termék volt regisztrálva. Ezt a szolgáltatást a Club Nintendo észak-amerikai változata váltotta 2008 decemberében.

## Funkciók
Különböző „küldetések” teljesítése által a játékosok három különféle valutát szerezhetnek; az aranypontokat (Gold Points), a platinapontokat (Platinum Points) és az app-centrikus platinapontokat, amiket el lehet költeni jutalmakra, mint például digitális játék letöltéseket Wii U-ra és Nintendo 3DS-re, árleárazásokat szoftverekre, amiket a Nintendo eShopban, vagy a Nintendo hivatalos online boltjában lehet beszerezni, valamint digitális tárgyakat, például letölthető témákat Nintendo 3DS-re. Az aranypontokat szoftverek digitális vásárlásával (automatikusan hozzáadva a fiókhoz ha digitális a vásárlás, fizikai vásárlás esetén csak a játék kiadása után a megadott időszakig lehetséges) lehet beszerezni, miközben a platinapontokat úgy lehet megkapni, hogy különböző cselekvéseket hajtunk végre, mint kapcsolódni a közösségi médiával, vagy felmenni hetente a Nintendo eShopba vagy a (már megszűnt) Miiverse-be. Az app-centrikus platinapontokat Nintendo mobil appok küldetéseinek végrehajtása által lehet megkapni és el lehet költeni jutalmakra az appon belül vagy kombinálva normális platinapontokkal el lehet költeni a főjutalmakra. 2018. március 6-tól már lehet használni az aranypontokat a Nintendo Switch eShopjában. 2020. szeptember 8-án elérhető lett az első fizikai jutalmak platinapontok költésével.

## Történelem
2015 januárjában a Nintendo bejelentette a Club Nintendo megszűnését minden régióban, és bejelentették, hogy új hűségprogramot indítanak. A Club Nintendo észak-amerikai megszűnése június 30-án történt meg.
2016 februárjában bejelentették az utódját, a My Nintendót, ami következő hónapban indul 39 országban, egy időben a Nintendo új mobil appjábal, a Miitomóval és az új Nintendo Account rendszerrel.
2016. december 1-én a My Nintendo-hoz hozzáadtak egy gyerekfiók támogatást, hogy a 13 éven aluliak használhassák a szolgáltatást szülői vagy gondozói felügyelettel. A felnőtt felhasználó fiókok befogadhatnak 13 és 17 év közötti gyereket is.

## Kapcsolódó linkek
- Hivatalos weboldal
- Európai My Nintendo Store portál

## Fordítás
- Ez a szócikk részben vagy egészben  a   My Nintendo című angol Wikipédia-szócikk fordításán alapul.  Az eredeti cikk szerkesztőit annak laptörténete sorolja fel. Ez a jelzés csupán a megfogalmazás eredetét és a szerzői jogokat jelzi, nem szolgál a cikkben szereplő információk forrásmegjelöléseként.